# Església de Sant Pere (Perafita)
Sant Pere és una església amb elements barrocs i romànics a la localitat de Perafita (Lluçanès) protegida com a bé cultural d'interès local.
L'actual església fou refeta al segle xviii amb estil barroc i només conserva un timpà de l'anterior església romànica.
Església de grans dimensions de planta rectangular. És un edifici d'una sola nau de 40x25 metres, amb capelles laterals, façana a ponent i campanar a l'esquerra del presbiteri. El campanar és de planta octogonal. A la façana d'entrada hi ha un gran portal rectangular. Les cantoneres de la nau principal són totes de pedra treballada així com les obertures que s'hi troben.
L'església de Sant Pere és esmentada en els testaments dels senyors de Lluçà des del 1074. El 1098 el bisbe de Vic, Berenguer Sunifred de Lluçà, havia cedit el monestir de Sant Joan de les Abadesses la dominicatura que tenia a Perafita, amb la casa que havia prop de l'església. De l'antiga església romànica només es conserva un timpà que es trobava al mur occidental de l'actual església. Tot i la degradació soferta, encara es pot identificar la iconografia: visió teofànica de la Maiestas Domini, de la qual només es conserva la silueta, envoltada per la representació dels símbols dels quatre evangelistes: Mateu-àngel, Marc-lleó, Lluc-brau i Joan-àguila. El timpà de Sant Pere és excepcional donada la raresa d'aquest tipus de peces a la regió. Catalogat dins l'escultura romànica que depèn, directament o indirecta dels centres de Ripoll i Vic, aquest timpà pot relacionar-se amb els de Sant Joan i Sant Pol de Sant Joan de les Abadesses i amb les restes d'escultura de la catedral de Vic. Classificat cronològicament com a obra de la segona meitat del segle xii, és l'únic vestigi de l'antiga parròquia romànica de Perafita. Fins al mes de novembre de 1986 estava situat sobre la porta lateral de l'actual parròquia i per problemes de conservació es va ubicar a l'interior d'aquesta, restaurat i protegit per un arcosoli i un vidre.